# Starý Ples
Starý Ples (německy Alt Plesz) je vesnice, část města Jaroměř v okrese Náchod. Nachází se asi 3,5 kilometru jihovýchodně od Jaroměře. Starý Ples je také název katastrálního území o rozloze 4,33 km².

## Název
Jméno vesnice Ples je odvozeno od apelativa „ples“, tj. prohlubeň v řece.

## Historie
První písemná zmínka o vesnici Ples pochází z roku 1186, k roku 1271 je zde doložena fara. Stával zde farní kostel svatého Jiljí. Do 16. století vlastnil statek Ples rod Plesských z Levína, poté Plesové Heřmanští ze Sloupna, Johanka Zárubová ze Sloupna a poté rod jejího manžela. V roce 1601 se statek stal součástí smiřického panství. Protože nad soutokem Labe a Metuje byla ve druhé polovině 18. století vyměřena nová pevnost, prodal kníže Jan Václav Paar smiřické panství císaři Josefovi II. a královské komoře. Většina Plesu byla zbořena, včetně kostela (1783) a zámku, a na místě vsi byla postavena pevnost Ples (1780–1789), později přejmenovaná na Josefov. Obyvatelstvo bylo vystěhováno do Nového Plesu a Rasošek, vsí, které byly nedaleko nově založeny.
Z původního Plesu, který tvořil dlouhou ves podél Labe, Metuje a rybníka, zůstaly zachovány dvě okrajové části. Z východního konce vznikla ves Starý Ples, zatímco západní konec získal název Dolní či Vodní Ples (nyní Dolní Ples t. Vodní Ples). Po zrušení patrimoniální správy v polovině 19. století byla vesnice do 80. let 19. století osadou obce Ples (ta byla tehdy definitivně rozdělena na Starý Ples, Nový Ples a Rasošky). Od té doby byl Starý Ples samostatnou obcí, částí Jaroměře se stal roku 1985.

## Přírodní poměry
Severním okrajem katastrálního území vesnice vede původní koryto řeky Metuje, jejíž tok a přilehlé pozemky zde jsou součástí přírodní památky Stará Metuje. V severozápadním cípu území se nachází ptačí park Josefovské louky.

## Pamětihodnosti
- kaple svatého Huberta – raně barokní kaple z roku 1690 postavená hrabětem Františkem Antonínem Šporkem, na osmibokém půdorysu, s třemi výklenky pro sochy (odcizeny); u kaple byl na konci 18. století zřízen hřbitov s márnicí[11]